# Škoda Vagonka
Škoda Vagonka, a.s., eerder al bekend als ČKD Vagonka, Vagonka Studénka of Vagonka Tatra Studénka, is een Tsjechische fabrikant van locomotieven en wagons (spoorwegmaterieel) met een rijke traditie.

## Geschiedenis
Het bedrijf is opgericht door Adolf Schustala als de Staudinger Waggonfabrik A.G. op 12 december 1900 in Butovice u Studénka. Sinds 2005 is het bedrijf onderdeel van de Škoda Transportation.

## Producten
- Treinstellen type RegioPanter en InterPanter.
- Dubbeldekstreinstellen en dubbeldeksrijtuigstammen, o.a. type CityElefant.
- Dubbeldeks trek-duwstammen voor de NIM-Express van DB Regio (met locomotieven Baureihe 102 (type 109E3)).

## Galerij

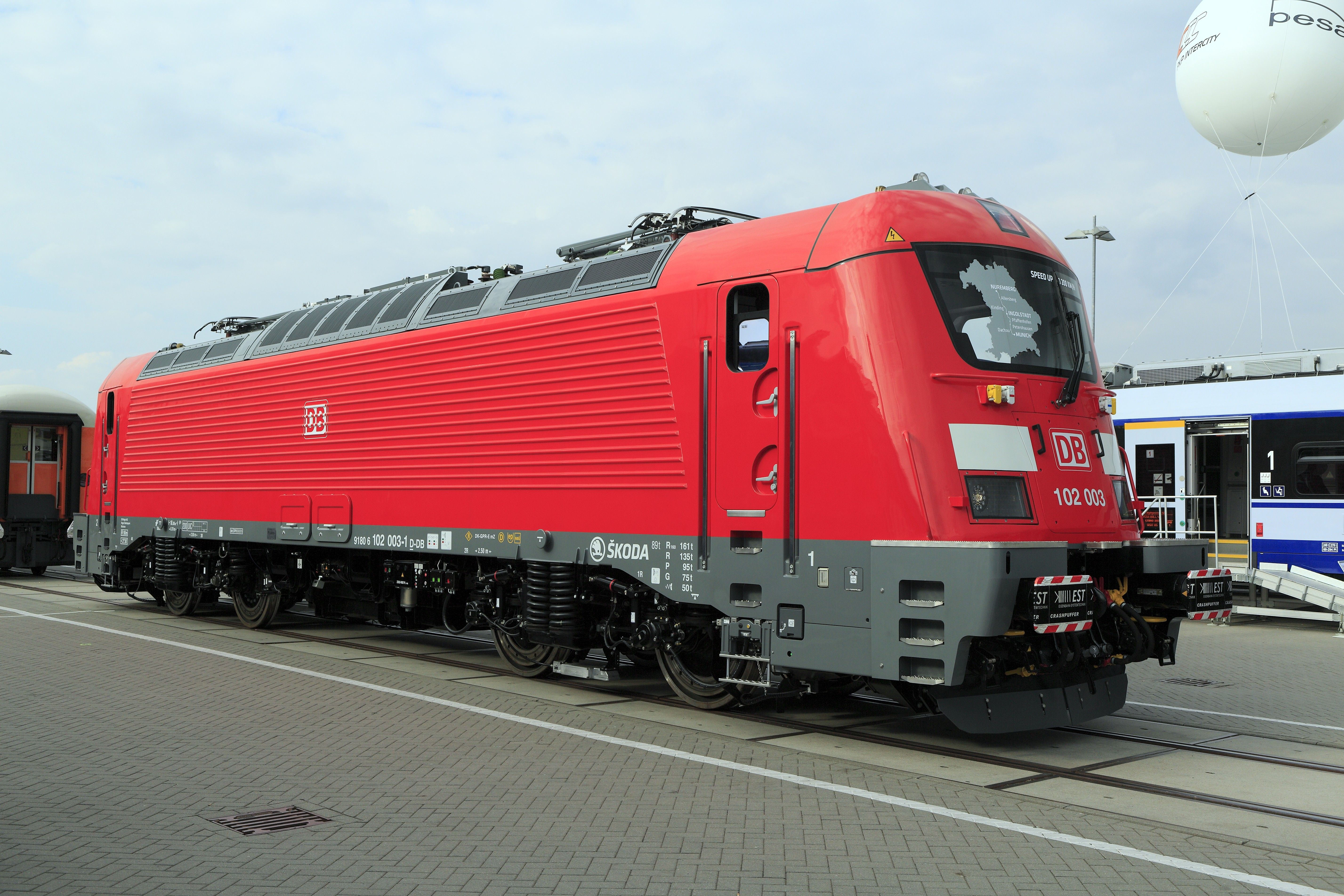
DB Regio Baureihe 102 (op InnoTrans 2016)
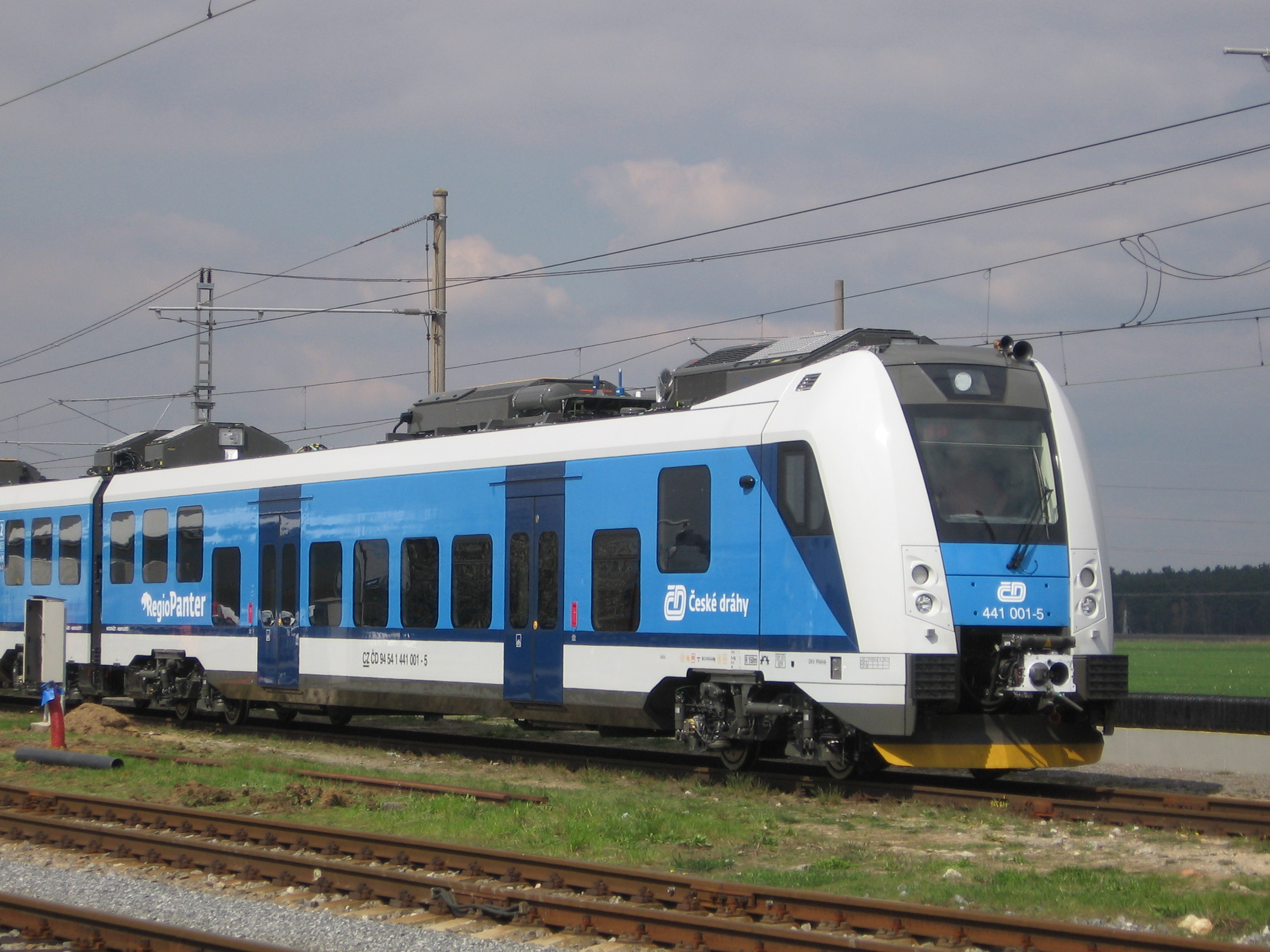
ČD serie 441; RegioPanter
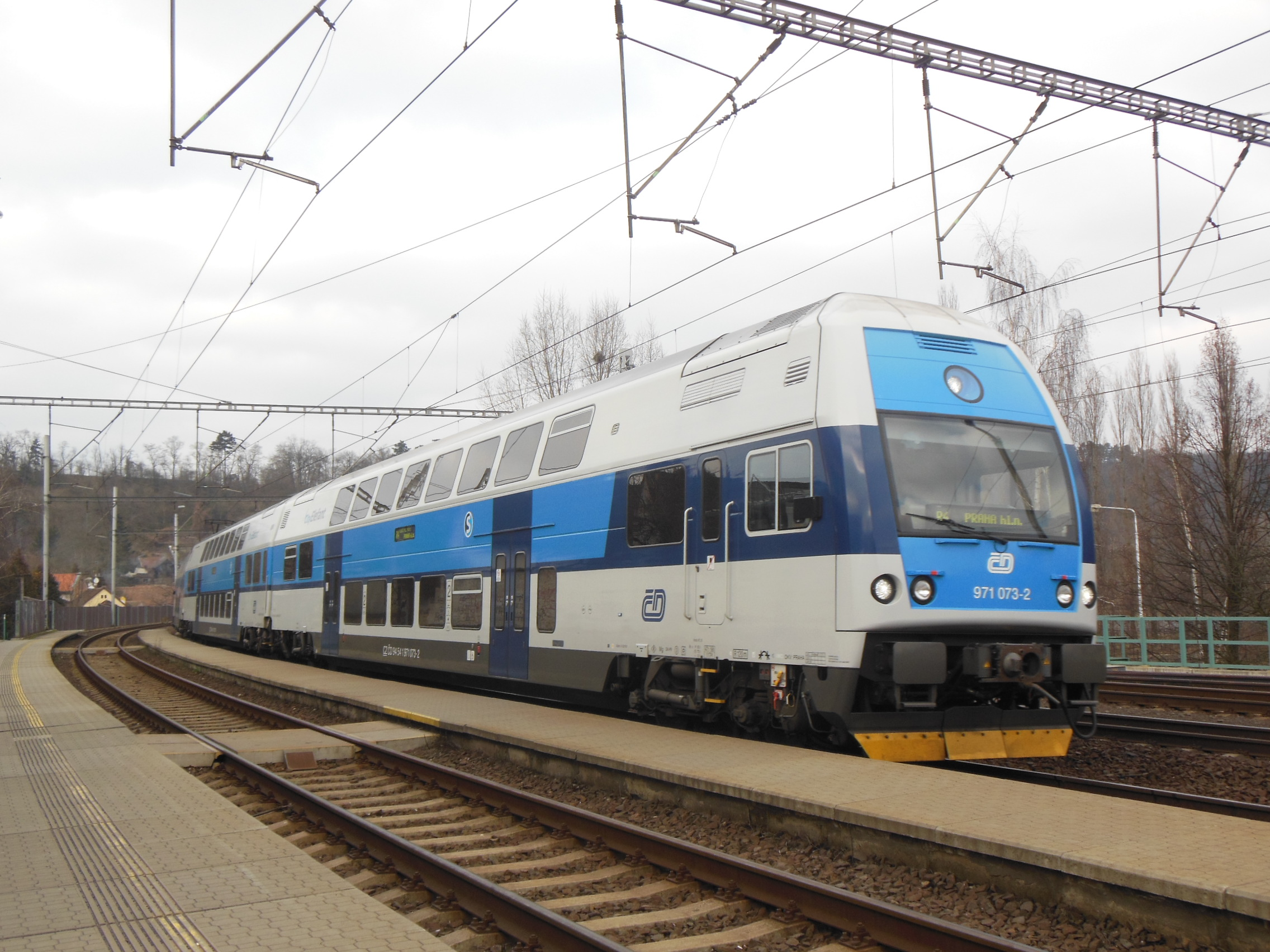
ČD serie 471; CityElefant